# Łysa Góra (Paszkowice)
Łysa Góra – przysiółek wsi Paszkowice w Polsce, położony w województwie łódzkim, w powiecie opoczyńskim, w gminie Żarnów.
W latach 1975–1998 przysiółek należał administracyjnie do województwa piotrkowskiego.
Wierni Kościoła rzymskokatolickiego należą do parafii św. Mikołaja w Żarnowie.